# Генерален секретар на НАТО
Генералният секретар на НАТО е международен дипломат, който изпълнява функциите на главен представител на Организацията на Северноатлантическия договор и е неин основен говорител. Той  отговаря за координацията на дейността на съюза, оглавява Северноатлантическия съвет и ръководи персонала на организацията. Генералният секретар следи за развитието и ръководи провеждането на консултации и вземането на решения в НАТО. Изпълнява ролята на председател на Съвета на НАТО, Комитета по планиране на отбраната и Групата за ядрено планиране. Подпомаган е в дейността си от заместник главен секретар, заместващ го в отсъствие.
Генералният секретар на НАТО се избира от Съвета на НАТО и се назначава по общо съгласие от правителствата на държавите членки след провеждане на консултации. Постът на генерален секретар винаги е бил заеман от европеец, а представители на САЩ са винаги осъществяващите военното ръководство в организацията.
Към 2024 година генерален секретар на НАТО е Марк Рюте, бивш министър-председател на Нидерландия.

## Списък на генералните секретари
| #  | Главен секретар              | Националност   | Мандат           | Мандат           | На поста  |
| #  | Главен секретар              | Националност   | Начало           | Край             | На поста  |
| -- | ---------------------------- | -------------- | ---------------- | ---------------- | --------- |
| 1  | барон Хастингс Лайънел Исмей | Великобритания | 4 април 1952     | 16 май 1957      | 5 години  |
| 2  | Пол-Анри Спаак               | Белгия         | 16 май 1957      | 21 април 1961    | 4 години  |
| 3  | Дирк Стикер                  | Нидерландия    | 21 април 1961    | 1 август 1964    | 3 години  |
| 4  | Манлио Брозио                | Италия         | 1 август 1964    | 1 октомври 1971  | 7 години  |
| 5  | Йозеф Лунс                   | Нидерландия    | 1 октомври 1971  | 25 юни 1984      | 13 години |
| 6  | лорд Питър Карингтън         | Великобритания | 25 юни 1984      | 1 юли 1988       | 4 години  |
| 7  | Манфред Вьорнер              | Германия       | 1 юли 1988       | 13 август 1994   | 6 години  |
| —  | Серджио Баланцино (и.д.)     | Италия         | 13 август 1994   | 17 октомври 1994 | 2 месеца  |
| 8  | Вили Клаас                   | Белгия         | 17 октомври 1994 | 20 октомври 1995 | 1 година  |
| —  | Серджио Баланцино (и.д.)     | Италия         | 20 октомври 1995 | 5 декември 1995  | 6 седмици |
| 9  | Хавиер Солана                | Испания        | 5 декември 1995  | 6 октомври 1999  | 4 години  |
| 10 | барон Джордж Робъртсън       | Великобритания | 14 октомври 1999 | 17 декември 2003 | 4 години  |
| —  | Алесандро Минуто–Ризо (и.д.) | Италия         | 17 декември 2003 | 1 януари 2004    | 3 седмици |
| 11 | Яп де Хоп Схефер             | Нидерландия    | 1 януари 2004    | 1 август 2009    | 5 години  |
| 12 | Андерс Фог Расмусен          | Дания          | 1 август 2009    | 28 март 2014     | 4 години  |
| 13 | Йенс Столтенберг             | Норвегия       | 28 март 2014     | 1 октомври 2024  | 10 години |
| 14 | Марк Рюте                    | Нидерландия    | 1 октомври 2024  |                  |           |